# Baybus
Un baybus est un système composé d'un boîtier que l'on place en façade d'un ordinateur dans un emplacement 3.5" ou 5.25". Cet appareil comporte des interrupteurs, parfois des rhéostats permettant de commander plusieurs ventilateurs se trouvant dans le boîtier de l'ordinateur. Cet appareil peut contrôler d'autres éléments, comme des néons par exemple. Un Fanbus est un Baybus servant uniquement à contrôler des ventilateurs.
Les modèles les plus sophistiqués permettent non seulement de commander plusieurs ventilateurs, mais aussi d'informer l'utilisateur de la température du processeur, disque dur, chipset, ram… Il peut aussi afficher l'heure et la date et comporter un a plusieurs ports USB ainsi qu'un lecteur de carte mémoire.